# Lodja, Estland
Lodja är en ort i Estland. Den ligger i Saarde kommun och landskapet Pärnumaa, i den sydvästra delen av landet, 140 km söder om huvudstaden Tallinn. Lodja ligger 46 meter över havet och antalet invånare är 172.
Terrängen runt Lodja är platt. Runt Lodja är det ganska tätbefolkat, med 86 invånare per kvadratkilometer. Närmaste större samhälle är Kilingi-Nõmme, 5,0 km öster om Lodja. I omgivningarna runt Lodja växer i huvudsak blandskog.